# Steinburg (Hunderdorf)
Steinburg ist ein Ortsteil der Gemeinde Hunderdorf im niederbayerischen Landkreis Straubing-Bogen.

## Geografie und Verkehr
Das Dorf liegt auf der gleichnamigen Gemarkung am Bogenbach, östlich der Staatsstraße 2139 von Neukirchen nach Hunderdorf. Es gab einen Bahnhof Steinburg der Bahnstrecke Straubing–Miltach im Ortsteil Ehren.

## Geschichte
Die 1414 ausgestorbenen Herren von Steinberg konnten seit dem 12. Jahrhundert ihren Güterbestand um den Sitz Steinberg (erst später Steinburg genannt) durch Rodungen beständig ausweiten. Steinburg wurde eine Hofmark im  Landgericht Mitterfels und kam seit dem 16. Jahrhundert an verschiedenste Adelsfamilien. Ursprünglich bestand die 1818 mit dem bayerischen Gemeindeedikt entstandene politische Gemeinde Steinburg aus den acht Orten Birkhof, Buchaberg, Dürnau, Ehren, Oed, Rimbach, Steinburg und Wegern. 1845 erwarb der bayerische Außenminister Otto Graf von Bray das Schlossgut in Steinburg und nannte sich seit 1848 Graf von Bray-Steinburg. Im selben Jahr wurden im Zuge der Revolution 1848 die Reste der Adelsherrschaft wie die Patrimonialgerichtsbarkeit aufgehoben. Nach 1875 erscheint kein Ort Buchaberg mehr in den Volkszählungsdaten der Gemeinde. 1904 wechselte Ehren von Steinburg zu Gaishausen. 1946 wurden Au vorm Wald, Brandstatt, Hasenquanten und Schafberg aus der aufgelösten Gemeinde Au vorm Wald eingemeindet. Mit der Gebietsreform in Bayern verlor die ehemalige Gemeinde Steinburg die Eigenständigkeit und wurde am 1. Mai 1978 mit allen Ortsteilen in die Gemeinde Hunderdorf eingegliedert. Der Ort Dörnau kam zum 1. Januar 1979 von Hunderdorf an Neukirchen, Birkhof und Rimbach am 1. Juli 1980.

### Ortsteile der ehemaligen Gemeinde Steinburg
| - Au vorm Wald - Birkhof - Brandstatt - Buchaberg - Dörnau - Ehren - Hasenquanten | - Neidau - Öd - Rimbach - Schafberg - Steinburg - Wegern |

### Einwohnerentwicklung
| Jahr               | 1861 | 1867 | 1871 | 1885 | 1900 | 1925 | 1950 | 1961 | 1970 | 1987 |
| ------------------ | ---- | ---- | ---- | ---- | ---- | ---- | ---- | ---- | ---- | ---- |
| Gemeinde Steinburg | 279  | 265  | 241  | 242  | 238  | 210  | 599  | 563  | 679  |      |
| Dorf Steinburg     | 206  |      | 146  | 142  | 132  | 121  | 282  | 180  | 213  | 138  |

## Baudenkmäler
- Schloss Steinburg (Hunderdorf)

Siehe auch: Liste der Baudenkmäler in Steinburg